# Foveosculum inferior
Foveosculum inferior är en stekelart som beskrevs av Heinrich 1967. Foveosculum inferior ingår i släktet Foveosculum och familjen brokparasitsteklar. Inga underarter finns listade i Catalogue of Life.